# Josh Rosen (Musiker)
Josh Rosen (* um 1974) ist ein US-amerikanischer Jazzmusiker (Piano, Komposition) und Hochschullehrer.

## Leben und Wirken
Rosen, der komponiert, seitdem er 14 Jahre alt ist, absolvierte sowohl seinen Bachelor als auch seinen Master am New England Conservatory, an dem er Unterricht bei Fred Hersch und den Komponisten William Thomas McKinley und Robert Cogan hatte. Um 2009 nahm er mit der Gruppe Three Play +, zu der Phil Grenadier, Lello Molinari und Marcello Pellitteri sowie die Gäste George Garzone und Mick Goodrick gehörten, das Album American Waltz auf. 2016 veröffentlichte er ein folkloristisch beeinflusstes Duo-Projekt, Brothers, mit seinem Bruder Ralph Rosen (Mundharmonika, Schlagzeug), bei dem er Keyboards, Bass und Gitarre spielte. Rosens Jazz/Kammermusik-Album Sparks (2017) im Quintett mit dem Cellisten Eugene Friesen, Holzbläser Stan Strickland sowie Bassist Bruno Råberg und Schlagzeuger Mark Walker wurde in die Vorschlagsliste für die Grammy-Nominierungen aufgenommen.
Mit dem Bassisten John Voigt entstand das Duoalbum The Music of Paul Motian and Spontaneous Compositions by Josh Rosen and John Voigt, das 2018 erschien. Mit Stan Strickland (Holzblasinstrumente) und Rakalam Bob Moses nahm er das Trioalbum Three Moments (2019) auf. Im Laufe seiner Karriere spielte er außerdem mit Joe Lovano, Greg Hopkins, John Lockwood, Dennis Irwin, Steve Slagle, Bennie Wallace, George Schuller, dem Either/Orchestra und den äthiopischen Musikern Mulatu Astatke und Mahmoud Ahmed.
Rosen betätigte sich außerdem als Komponist von Filmmusiken, auch für das Fernsehen. Seine Musik fand Verwendung in Filmen wie Jennifer 8 ist die Nächste (1992) und Rapid Fire – Unbewaffnet und extrem gefährlich (1992). Rosen lehrt seit 1997 als Professor für Piano und Ensemblespiel am Berklee College of Music.

## Diskographische Hinweise
- Josh Rosen & Stan Strickland: Instinct (ZiggleZaggle Music, 2012)
- Sparks (ZiggleZaggle Music, 2016)
- Josh Rosen / John Voigt: The Music of Paul Motian and Spontaneous Compositions (ZiggleZaggle Music, 2018)[7]